# Lupersat
Lupersat – miejscowość i gmina we Francji, w regionie Nowa Akwitania, w departamencie Creuse.
Według danych na rok 1990 gminę zamieszkiwało 375 osób, a gęstość zaludnienia wynosiła 11 osób/km² (wśród 747 gmin Limousin Lupersat plasuje się na 309. miejscu pod względem liczby ludności, natomiast pod względem powierzchni na miejscu 129.).